# La llegenda dels guardians. Les òlibes de Ga'Hoole
La llegenda dels guardians. Les òlibes de Ga'Hoole (en anglès Legend Of The Guardians: The Owls of Ga'hoole) és una pel·lícula d'animació i aventures basada en la sèrie de llibres Guardians of Ga'Hoole escrits per Kathryn Lasky. Fou estrenada als cinemes el 24 de setembre de 2010 en 2D i 3D.
Zack Snyder va dirigir la pel·lícula, debutant en el gènere d'animació. Zareh Nalbandian en va ser el productor, i John Orloff i Emil Stern els guionistes. El doblatge va córrer a càrrec de: Helen Mirren, Geoffrey Rush, Jim Sturgess, Hugo Weaving, Emily Barclay, Abbie Cornish, Ryan Kwanten, Anthony LaPaglia, Miriam Margolyes, Sam Neill, Richard Roxburgh i David Wenham. La pel·lícula va ser produïda i desenvolupada per Village Roadshow Pictures i Animal Logic, després del seu èxit amb la pel·lícula Happy Feet del 2006. La pel·lícula va rebre crítiques favorables i va guanyar el doble del pressupost inicialment invertit: 80 milions de dòlars. La pel·lícula ha estat doblada i subtitulada al català.

## Argument
Soren és una òliba jove que haurà de lluitar heroicament per salvar el seu poble de les forces del Mal. Soren viu al bosc Tyto, on sempre ha regnat la pau entre les òlibes. Soren haurà d'emprendre un llarg i perillós viatge per buscar el Gran Arbre Ga'Hoole. Quan el troba, ell i els seus companys hauran de sotmetre's a diferents proves i desafiaments inimaginables. Tot l'esforç, però, tindrà la seva recompensa.

## Repartiment
- Jim Sturgess com Soren, una Òliba comuna i protagonista principal.
- Emily Barclay com Gylfie, un Mussolet dels saguaros que esdéve el millor amic de Soren
- Ryan Kwanten com Kludd, una Òliba comuna germà gran i groller de Soren.
- David Wenham com Digger, un Mussol de lloriguera que arriba a ser el millor amic de Soren i Gylfie.
- Anthony LaPaglia com Twilight, un Gamarús de Lapònia i l'únic company de Digger que també es fa amic de Soren i Gylfie.
- Helen Mirren com Nyra, una Òliba comuna que és la reina dels Purs.
- Geoffrey Rush com Ezylryb/Lyze de Kiel, un xot de bigotis i un soldat llegendari retirat, líder dels Guardians de Ga'Hoole i que ho és especialment per Soren.
- Joel Edgerton com Metal Beak, una Òliba tenebrosa, arxienemic d'Ezylryb i company de Nyra i que és dels Purs.
- Hugo Weaving com: 
  - Noctus, una Òliba comuna, i pare de Soren.
  - Grimble, un Mussol pirinenc que ajuda a Soren i Gylfie a escapar de St Aegolius i que és assassinat per Nyra.
- Adrienne DeFaria com Eglantine, una Òliba comuna i germana petita de Soren.
- Miriam Margolyes com Mrs. Plithiver, a serp i mainadera de la família Alba.
- Sam Neill com Allomere, a Gamarús de Lapònia i un espia de Metal Beak.
- Sacha Horler com Strix Struma, un Mussol emigrant i un Guardià.
- Abbie Cornish com Otulissa, un Mussol emigrant i resident al Gran Arbre de Ga'Hoole, de qui Soren s'enamora a primera vista.
- Richard Roxburgh com Boron, a Duc blanc i rei de Ga'Hoole.
- Essie Davis com Marella, una Òliba comuna i mare de Soren.
- Deborra-Lee Furness com Barran, un Duc blanc i reina de Ga'Hoole companya de Boron.
- Barry Otto com L'Echidna, an echidna que ajuda a la Banda arribar a Ga'Hoole.
- Leigh Whannell i Angus Sampson com Jatt and Jutt, dos Mussol banyuts cosins que treballen pels Purs.
- Bill Hunter com Bubo, un Duc americà i ferrer del Great Tree.
- Gareth Young com Pete, un Megascops que és segrestat pels Purs i portat a St Aggie, però és rescatat al final de la pel·lícula.

## Producció
Warner Bros. va adquirir els drets per produir una pel·lícula animada per ordinador per a la sèrie de llibres Guardians of Ga'Hoole de Kathyrn Lasky el juny del 2005. Donald De Line va ser el productor de la pel·lícula i Lasky va escriure el guió. A l'abril de 2008, Zack Snyder va iniciar la sessió com a director, Zareh Nalbandian va assumir el càrrec de productor i un nou guió va ser escrit per John Orloff i Emil Stern. La producció es va iniciar a Austràlia el febrer de 2009.

## Animació
El procés d'animació de la pel·lícula va tenir lloc a la seu d'Animal Logic a Sydney, Austràlia. Es va reunir un equip de més de 500 artistes, tècnics i personal de suport per dissenyar i animar 15 espècies úniques de mussols, així com altres criatures dels boscos com serps, corbs, ratpenats, centpeus, abelles, escarabats, arnes, un cranc ermità, diable de Tasmània i un equidna.
La seqüència animada de crèdits finals mostra les aventures de Soren, Gylfie, Digger i Crepuscle, tal com van explicar els joves mussols com si estiguessin representant un joc d'ombres xineses al Gran Arbre. Aquesta idea va ser concebuda per Felicity Coonan i va trigar uns tres mesos en produir-se. Coonan volia que la seqüència fos un experiment lúdic en 2D i 3D, ja que la forma clàssica d'explicar històries de titelles d'ombra és un mitjà 2D. Els crèdits van ser dissenyats per ser llegibles sense ulleres 3D.

## Música
WaterTower Music va llançar la banda sonora oficial de la pel·lícula el 21 de setembre de 2010. L'àlbum inclou tretze temes musicals composts per David Hirschfelder. La banda sonora també inclou la cançó "To the Sky" d'Owl City, interpretada exclusivament per a la pel·lícula.

## Recepció
La Llegenda dels Guardians es va estrenar a les sales de cinema dels Estats Units el 24 de setembre de 2010 i a Austràlia el 30 de setembre de 2010. Després que Warner Bros. va acabar el seu acord de distribució de llarga data amb Village Roadshow a Austràlia a finals del 2020, Warner Bros. Pictures va distribuir la pel·lícula a tot el món conjuntament amb Roadshow Entertainment (a través de Village Roadshow Pictures) a Austràlia i Nova Zelanda. El 22 d'octubre de 2010 es distribuïa a les sales espanyoles.

## Crítica
L'agregador de crítiques audiovisuals Rotten Tomatoes informa que el 52% de 133 crítiques de la mostra van donar crítiques positives a la pel·lícula i que ha rebut una qualificació mitjana de 5,70 / 10. El consens crític del lloc diu: "S'ha d'admirar el to fosc de Legend of the Guardians i les imatges fulgurants, fins i tot si finalment són defraudats per una història que mai està a l'altura de tot el seu potencial". A Metacritic, la pel·lícula té una puntuació mitjana ponderada de 53 sobre 100 basada en 21 crítiques, el que indica "ressenyes mixtes o mitjanes". El públic enquestat per CinemaScore va donar a la pel·lícula una nota mitjana de "A–" en una escala A + a F.

## Videojoc
Warner Bros. Interactive Entertainment va publicar un videojoc basat en la pel·lícula, a més d'incloure alguns elements dels llibres, per les consoles PS3, Wii, Xbox 360 i Nintendo DS el 14 de setembre de 2010. Fou desenvolupat per Krome Studios per totes les versions, menys la de Nintendo DS, desenvolupat per Tántalus Media.

## DVD i Blu-Ray
La llegenda dels guardians. Les òlibes de Ga'Hoole va ser llançada en DVD i Blu-ray (incloent una versió en 3D que conté un Blu-ray 3D, Blu-ray 2D, DVD i les versions de la còpia digital de la pel·lícula) el 17 de desembre de 2010.